# SMS D 10
D 10 – pierwszy niszczyciel marynarki niemieckiej, z końca XIX wieku, oficjalnie klasyfikowany jako Divisionsboot (okręt dywizjonowy), zbudowany w Wielkiej Brytanii. Nazwa zapisywana jest także jako D.10.
W 1887 roku Kaiserliche Marine posiadała już 40 torpedowców. Do ich koordynacji na morzu zbudowano specjalną serię większych okrętów od D 1 do D 9, różniących się od siebie konstrukcją, wypornością i uzbrojeniem, klasyfikowanych jako Divisionsboote lub Divisionstorpedoboote (okręt dywizjonowy, torpedowiec dywizjonowy) i pełniących funkcję liderów. Okręty tej serii miały wielkość porównywalną z ówczesnymi niszczycielami, ale pod względem konstrukcji były tylko powiększonymi torpedowcami; ich uzbrojenie artyleryjskie było w założeniu tylko obronne. Podobnie jak współczesne im niszczyciele z innych krajów, pierwsze osiem okrętów miało charakterystyczny zaokrąglony pokład dziobowy (tzw. „turtle back” – skorupa żółwia), jedynie D 9 miał wysoki, podniesiony dziób, dający znacznie lepszą żeglowność i będący zapowiedzią późniejszego S 90 – pierwszego niszczyciela zaprojektowanego i zbudowanego w Niemczech. Kolejny okręt i zarazem ostatni klasy Divisionsboot marynarka niemiecka zamówiła nietypowo za granicą – w światowej „ojczyźnie” niszczycieli, jaką była Wielka Brytania.
W 1898 roku angielska stocznia John I. Thornycroft & Company wodowała zamówiony przez Kaiserliche Marine okręt, który otrzymał oznaczenie D 10 i jest uznawany za pierwszy prawdziwy niszczyciel marynarki Niemiec. Była to typowa dla ówczesnych czasów konstrukcja brytyjskiego niszczyciela z bardzo mokrym pokładem przednim „turtle back” i maszynami parowymi potrójnego rozprężania, o marginalnej żeglowności w warunkach pełnomorskich, nazywana nieprzychylnie przez załogę Schlingerpott („kołysząca się łajba”). Koszt budowy wynosił 1.173.000 marek. Dalszych niemieckich torpedowców lub niszczycieli nie zamawiano już za granicą.
Uzbrojenie artyleryjskie stanowiło 5 armat kalibru 5 cm o długości lufy 40 kalibrów (L/40), z 826 nabojami. Uzbrojenie torpedowe składało się z 3 wyrzutni torped kalibru 45 cm, z zapasem 3 torped, z czego dwa obrotowe aparaty torpedowe na pokładzie i jeden stały na dziobie, później usunięty. Napęd okrętu stanowiły dwie 4-cylindrowe pionowe maszyny parowe potrójnego rozprężania, napędzające dwie śruby o średnicy 2,14 m, zasilane w parę przez 3 kotły systemu Thornycroft (ciśnienie 15,5 at), zamienione w 1906 na nieco wydajniejsze kotły systemu Yarrow o takim samym ciśnieniu. Kotły rozmieszczone były w 3 osobnych kotłowniach, maszyny w jednej maszynowni.
Podobnie jak inne okręty tej generacji, D 10 został bardzo szybko pozostawiony w tyle przez szybko rozwijającą się technikę. W 1907 roku został przeznaczony do roli tendra dla komisji okrętów podwodnych. W momencie wybuchu I wojny światowej został relegowany już tylko do roli przybrzeżnego patrolowca (okrętu ochrony wybrzeża), następnie okrętu flagowego flotylli okrętów podwodnych. Od 1915 roku był używany dla celów szkoły okrętów podwodnych. Od 1919 służył jako hulk mieszkalny. Skreślony z listy floty 28 lipca 1922, po czym złomowany.